# Hogyan legyünk sikeresek az üzleti életben
A Hogyan legyünk sikeresek az üzleti életben (angolul: How to Succeed in Business Without Really Trying) 1967-es amerikai musical-filmvígjáték, mely az 1961 azonos eredeti című színpadi musical alapján készült, ami pedig Shepherd Mead azonos című kézikönyvének dramatizációja. A film a United Artists berkeiben készült, David Swift rendezte Bob Fosse színpadi rendezése nyomán.
A filmben feltűnik Robert Morse és Rudy Vallee (korábban mindketten eljátszották szerepüket a Broadwayen is), Michele Lee, Anthony Teague, Tucker Smith (a stáblistán nem szerepel) és Maureen Arthur. Lee ebben a filmben mutatkozott be, majd később az 1980-as évek népszerű televíziós sorozatában, a Knots Landingben szerzett hírnevet.
Magyarországon a filmet az MGM Televízió tűzte műsorára 2006-os indulásakor.

## Szereplők
- Robert Morse mint J. Pierpont „Ponty” Finch
- Michele Lee mint Rosemary Pilkington
- Rudy Vallee mint J.B. Biggley
- Anthony Teague mint Bud Frump
- Maureen Arthur mint Hedy LaRue
- John Myhers mint Bert O. Bratt
- Carol Worthington mint Lucille Krumholtz
- Kay Reynolds mint Miss Smith/Smitty
- Ruth Kobart mint Miss Jones
- Sammy Smith mint Twimble / Wally Womper
- Jeff Debenning mint Gatch
- Janice Carroll mint Brenda
- John Holland mint Matthews
- Justin Smith mint Jenkins
- Lory Patrick mint a recepciós
- Ivan Volkman mint az elnök
- Robert Q. Lewis mint Tackaberry
- Paul Hartman mint Toynbee
- Anne Seymour mint Gertrude Biggley
- Erin O'Brien-Moore mint Mrs. Frump

## Fordítás
Ez a szócikk részben vagy egészben  a   How to Succeed in Business Without Really Trying (film) című angol Wikipédia-szócikk ezen változatának fordításán alapul.  Az eredeti cikk szerkesztőit annak laptörténete sorolja fel. Ez a jelzés csupán a megfogalmazás eredetét és a szerzői jogokat jelzi, nem szolgál a cikkben szereplő információk forrásmegjelöléseként.